# Miniopterus fraterculus
Miniopterus fraterculus is een zoogdier uit de familie van de gladneuzen (Vespertilionidae). De wetenschappelijke naam van de soort werd voor het eerst geldig gepubliceerd door Thomas & Schwann in 1906.